# ساختمان تاور لایف (سن آنتونیو)
برج تاور لایف (به انگلیسی: Tower Life Building) یک برج تجاری و تاریخی شهر سن آنتونیو در تگزاس است.
این برج که ۱۲۳ متر ارتفاع دارد، بسال ۱۹۲۷ ساخته گردید، و معماران آن شرکت Atlee and Robert Ayres بودند.
این برج در سال ۱۹۹۱ به‌عنوان یک مکان تاریخی و میراث فرهنگی آمریکا به ثبت رسید.

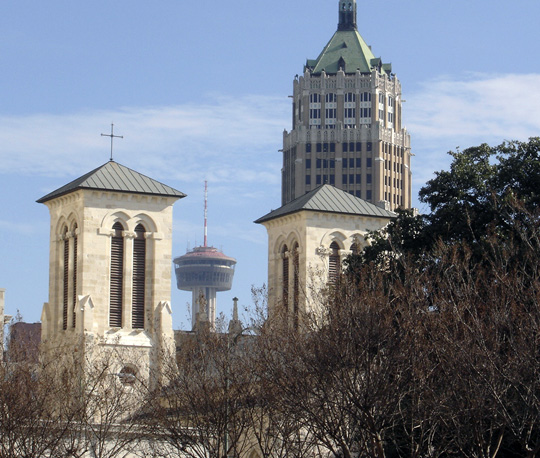
در این تصویر کلیسای سن فرناندو، برج آمریکاس، و برج تاور لایف دیده می‌شوند.
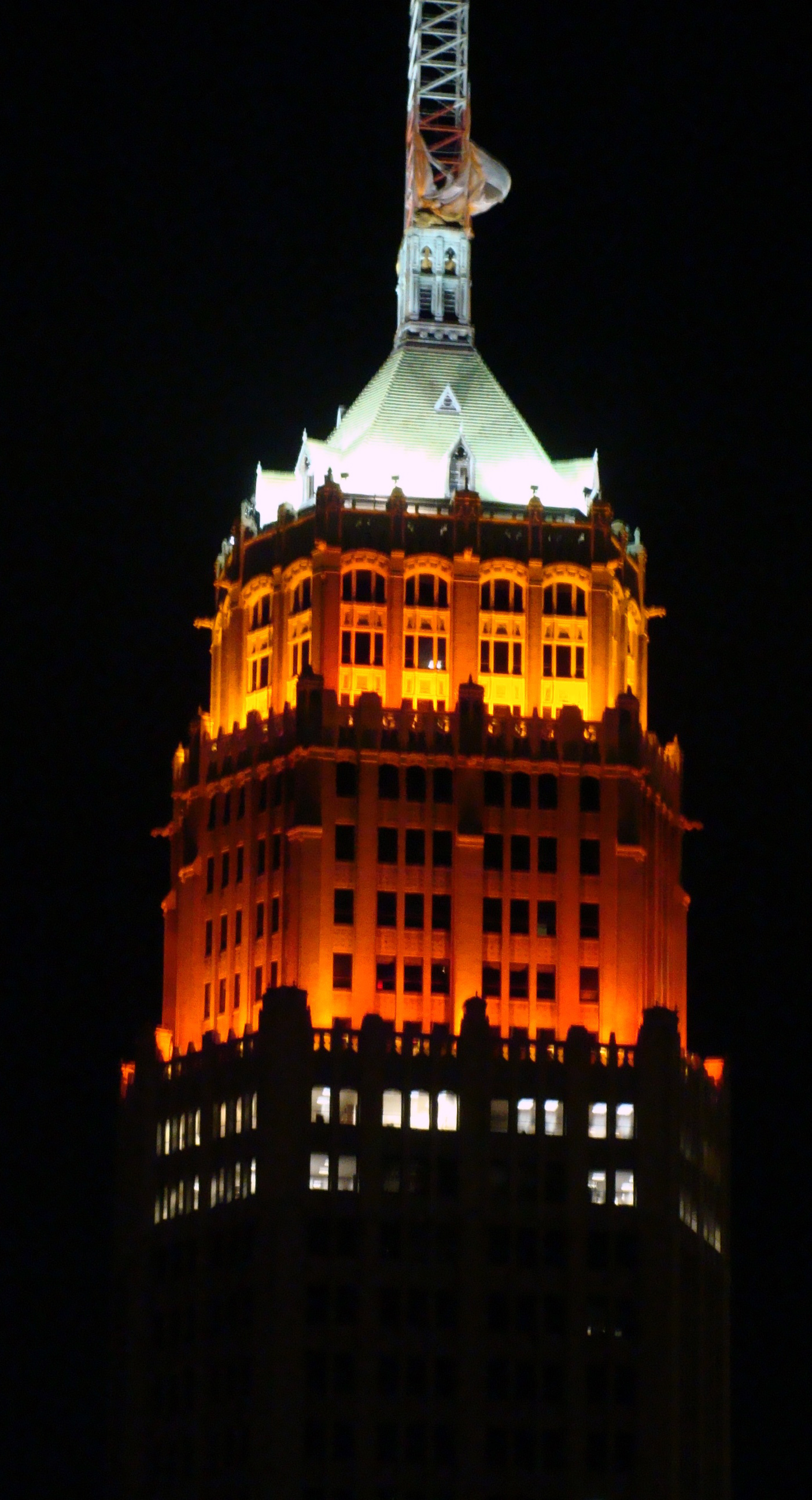
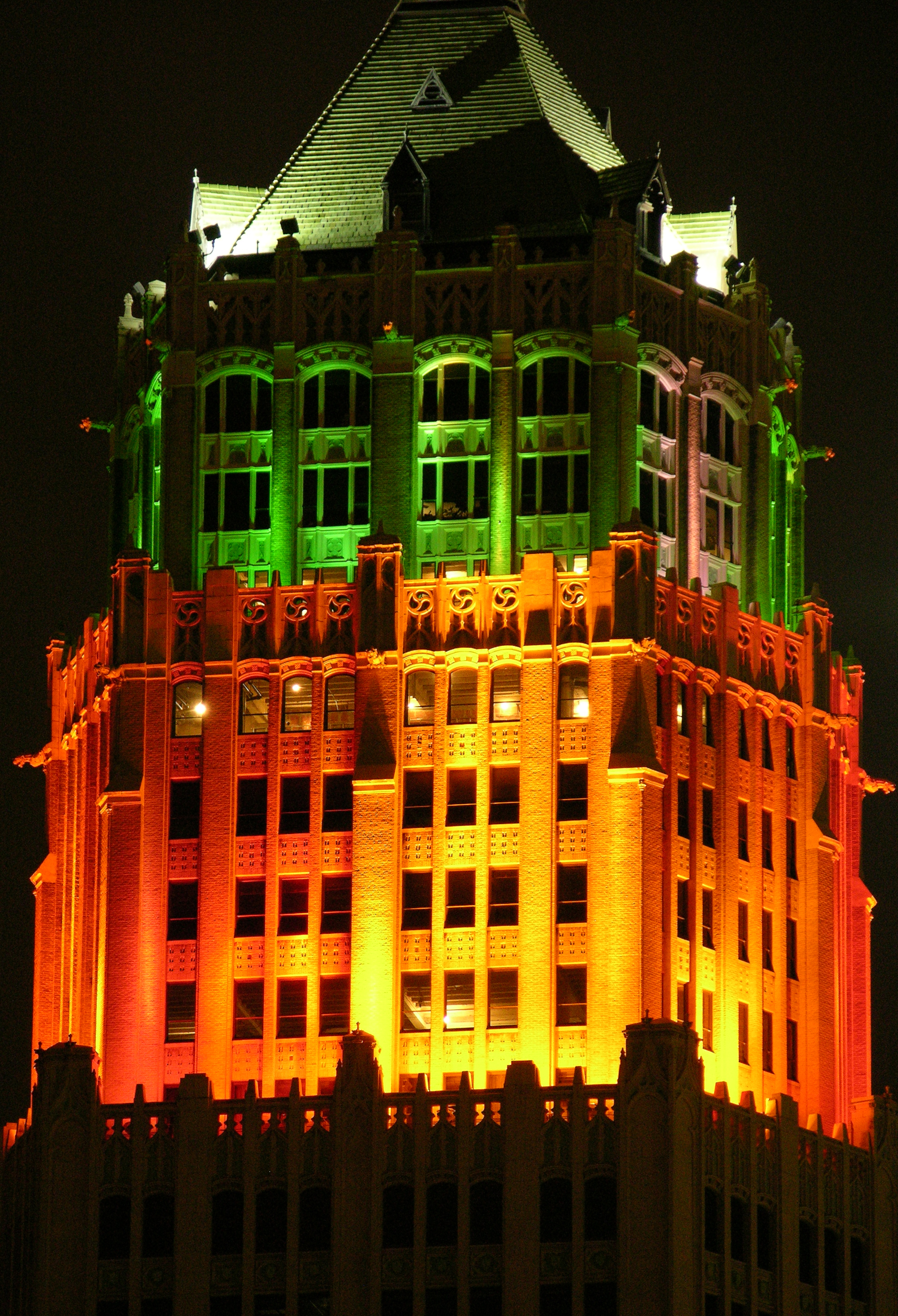

## جستارهای مربوطه
- برج آمریکاس